# Usted tiene ojos de mujer fatal (película)
Usted tiene ojos de mujer fatal es una película española de comedia estrenada en 1962, coescrita y dirigida por José María Elorrieta.
Está basada en la obra teatral homónima escrita por Enrique Jardiel Poncela.

## Sinopsis
Sergio enamora a muchas mujeres alabando sus ojos y su fiel mayordomo Oshidori, lo salva de las situaciones comprometedoras.

## Reparto
- Susana Campos
- Manolo Gómez Bur
- Virgílio Teixeira
- Marta Padovan
- Pilar Cansino
- Carlos Casaravilla
- Pastor Serrador
- Trini Alonso
- Irán Eory
- María Silva
- José María Tasso